# Misura di livello industriale
Il livello è un importante parametro misurato nei processi industriali.
I sistemi di misura di livello e gli strumenti relativi dipendono dal tipo di apparecchiatura nella quale si vuol misurare il livello, dal fluido contenuto, dalle condizioni di esercizio.
L'indicazione del valore del livello può essere solamente locale (in loco o in situ), ma il più delle volte il segnale è trasmesso in sala controllo, dove sarà utilizzato per indicazione, registrazione, allarme, regolazione.

I sistemi sono perciò molto numerosi, e qui di seguito ne indichiamo alcuni fra i tanti utilizzati.

## Livelli di vetro[2]

### Livellette
Composte da un supporto verticale contenente un certo numero di vetri temperati ad alto spessore.
È installato sui fianchi del serbatoio tramite due valvole di intercettazione e spurgo. Il liquido di processo penetra all'interno della livelletta per il principio dei vasi comunicanti, ed il suo livello viene visualizzato per trasparenza.

Questa è una misura di livello solo locale, ed è adatta anche per serbatoi pressurizzati e ad alta temperatura. Il liquido non deve essere incrostante o sporcante.

## Livelli a spinta idrostatica

### Misuratori di livello a barra di torsione
Lo strumento, usato normalmente come trasmettitore di livello, è installato sul fianco del serbatoio del quale si vuole misurare il livello tramite attacchi flangiati e valvole di intercettazione e spurgo.

Le valvole permettono, per il principio dei vasi comunicanti, l'ingresso del liquido di processo all'interno di una camera cilindrica verticale. All'interno di questa camera c'è un cilindro di metallo la cui lunghezza è maggiore del campo di misura del livello. Il cilindro, impropriamente chiamato galleggiante, è appeso tramite un braccio posizionato a 90° ad una barra che fa parte del corpo dello strumento di misura. Questa barra sigilla il processo verso l'ambiente. La barra è cava, e nella sua parte terminale interna lato processo ha fissato un alberino che fuoriesce all'interno della cassa dello strumento.
Quando il livello è basso, e non interessa ancora il galleggiante, il peso di questi provoca una rotazione elastica della barra (detta appunto barra di torsione). L'alberino risulta posizionato alla sua minima posizione di rotazione.

Man mano che il livello sale ed il galleggiante risulta sempre più immerso nel liquido, nasce una spinta idrostatica funzione diretta del livello e della densità del liquido. Questa spinta provoca uno spostamento verso l'alto del galleggiante con conseguente rotazione della barra di torsione e dell'alberino ad essa connesso.

Quando il livello raggiunge la parte terminale superiore del galleggiante, c'è la massima spinta idrostatica, e la minima rotazione della barra di torsione. L'alberino avrà effettuato la sua massima rotazione.

La posizione angolare dell'alberino è quindi funzione del livello (essendo la densità del fluido costante).
Si tratta quindi solamente di misurare la sua rotazione e ciò viene fatto in diversi modi, a seconda della realizzazione costruttiva dello strumento. Nel caso di trasmettitore pneumatico, sarà presente un sistema modulante lamina-ugello. Nel caso di trasmettitore elettrico, sarà presente un circuito elettronico di conversione rotazione angolare-corrente elettrica 4-20 mA.
Il trasmettitore a barra di torsione è uno strumento robusto e adatto a processi gravosi sia in pressione che in temperatura.
Il liquido tuttavia non deve essere incrostante.

### Misura del livello tramite misura di pressione
Si abbia un serbatoio aperto all'atmosfera e contenente liquido del quale si vuole misurare il livello.
Se nella parte inferiore del serbatoio si realizza una presa di pressione e si installa un manometro, questi indicherà un valore di pressione funzione diretta del livello e della densità del liquido. Conoscendo la densità (supposta costante), la scala del manometro può essere graduata direttamente in metri di colonna di liquido. Similmente esistono dei trasmettitori di livello con sensore immergibile per la misura del livello idrostatico, immersi dall'alto per il tramite di un cavo sigillato contenente un capillare di compensazione essi trasmettono elettricamente il valore misurato ad un display oppure ad altro sistema di acquisizione e controllo.

Se il serbatoio non è aperto all'atmosfera ma è pressurizzato, questo sistema non è adatto in quanto il manometro misurerebbe la somma delle due pressioni colonna liquida e pressione statica al di sopra del liquido.

In questo caso si può usare un manometro differenziale la cui presa positiva è connessa nella parte bassa del serbatoio, e la presa negativa nella parte alta del serbatoio.

Naturalmente il manometro dà solo un'indicazione locale. Dovendo avere il segnale in sala controllo si useranno trasmettitori di pressione o di pressione differenziale.